# Burns (Oregon)
Burns ist eine Siedlung vom Typ einer City im US-Bundesstaat Oregon und Verwaltungssitz von Harney County. Das U.S. Census Bureau hat bei der Volkszählung 2020 eine Einwohnerzahl von 2.730 ermittelt. 
Burns ist zusammen mit der direkt angrenzenden, kleineren Schwesterstadt Hines das Versorgungszentrum für den nahezu unbewohnten südöstlichen Quadranten Oregons und hat mit Highschool, Krankenhaus und Einkaufsmöglichkeiten eine wesentliche Zentralfunktion.

## Lage
Burns liegt auf über 1200 m über dem Meer in der Oregon High Desert im äußersten Norden des Great Basins unterhalb der Blue Mountains. Das umgebende Harney Basin ist ein abflussloses Wassereinzugsgebiet, dessen tiefster Punkt der Malheur Lake rund 45 km südlich der Stadt ist. Das Becken erstreckt sich weiter nach Süden bis zum Steens Mountain.
In Burns kreuzt sich der U.S. Highway 20 in Ost-West-Richtung mit dem von Norden kommenden U.S. Highway 395, der Burns Municipal Airport (IATA: BNO) ist ein Flughafen für die Allgemeine Luftfahrt ohne Linienverkehr. An öffentlichen Verkehrsmitteln besteht seit 2011 eine Busanbindung an das Oregon POINT-System. Der Bus fährt einmal täglich pro Richtung auf dem U.S. Highway 20 nach Ontario an der Grenze zu Idaho im Osten und nach Bend im Westen.
Von 1924 bis 1984 war Burns über eine als Oregon Eastern Branch bezeichnete und von Union Pacific Railroad betriebene Eisenbahn-Stichstrecke mit Ontario, Oregon und weiter nach Idaho mit dem Eisenbahnnetz verbunden. Die Linie diente nur dem Güterverkehr und transportierte nahezu ausschließlich Baumstämme und Holzprodukte, die aus den Wäldern nördlich von Burns und den Sägewerken in Seneca, Oregon über die Oregon and Northwestern Railroad oder aus Hines nach Burns kamen. Die Bahnlinie wurde Anfang der 1980er Jahre kaum mehr genutzt und nach einer Überflutung der Schienen 1984 nicht mehr wieder eröffnet.

## Geschichte
Ursprünglich war die Region Streifgebiet der Wada Ticutta-Paiute-Indianer. Das Wüsten-Hochland eignete sich nicht für dauerhafte Ansiedlungen, weshalb die Paiute die Region überwiegend für die Jagd nutzten.
Ab den 1860er Jahren siedelten sich weiße Homesteader in der Gegend an. Sie legten großräumige Rinder-Ranches an und nutzten bewässerte Felder für den Anbau von Viehfutter, vorwiegend Luzerne. Konflikte zwischen den Paiute und den Siedlern wurden durch Gewalt unterdrückt als 1867 Camp Harney, ein Militärposten knapp 20 km nordöstlich der heutigen Stadt errichtet wurde. 1872 wurde den Paiute eine großflächige Indianerreservation eingeräumt, deren Grenzen aber systematisch verletzt wurden. Die Soldaten das Camps schützten die Paiute und ihre Rechte nicht. Ein großflächiger Aufstand der Paiute in dieser und anderen Reservationen wurde 1878 als Bannock War gewaltsam niedergeschlagen, die überlebenden Indianer gefangen genommen und über 500 km entfernt in der Yakama Indian Reservation im heutigen US-Bundesstaat Washington angesiedelt. Der Militärposten wurde 1880 aufgelöst, das Reservat 1889, die Flächen fielen an die Bundesregierung zurück und wurden zum Teil an Siedler vergeben.
Der Name des Ortes stammt von dem Autor Robert Burns. Als der Inhaber des ersten Ladens und Verwaltungsbeauftragte George McGowan 1884 auch das erste Postamt der Region übernahm, konnte er den Namen der Poststelle bestimmen. Er entschied sich für den schottischen Dichter, weil er ihn als volkstümlichen Dichter schätzte.
Als 1889 von Grant County der südliche Teil als Harney County abgetrennt wurde, wurde Burns zum Sitz der Verwaltung des neuen Countys. 1891 wurde Burns durch incorporation zur selbständigen City.
In den 1930er Jahren kauften Paiute mit Hilfe von New-Deal-Programmen 760 acre (~300 ha) nördlich von Burns an und bauten mit dem Bureau of Indian Affairs einfache Häuser. Zwischen 1936 und 1968 festigten sie ihre Stammesstrukturen, wählten Vertreter und wurden 1972 als Burns Paiute Tribe von der Bundesregierung anerkannt. Zugleich wurde die Burns Paiute Reservation eingerichtet. Individuelle Paiute-Familien besitzen zudem Farmen mit einer Gesamtgröße von über 40 km² östlich der Stadt, die nach dem Dawes Act vom Bureau of Indian Affairs als Allotment land treuhänderisch gehalten werden. Sowohl das direkte Eigentum, als auch das allottment land ist zum größten Teil an Rancher verpachtet.
Landwirtschaft ist nach wie vor die wirtschaftliche Basis der Region, die Forstwirtschaft war Grundlage der Nachbarstadt Hines. Der größte Teil des bewirtschafteten Landes rund um Burns steht im Eigentum der US-Bundesregierung und wird durch das Bureau of Land Management verwaltet. Die Flächen werden an private Rancher verpachtet. Auf reservierten Flächen leben im Süden und Westen von Burns acht Herden wilder Pferde mit rund 1000 Tieren.
Seit 1960 gibt es in Burns ein kleines Museum für die Geschichte der Region, das von der Harney Historical Society geführt wird. Überregionale Besucher zieht Burns jährlich im April und im September an. Anlässlich des Frühlings-Vogelzugs am Malheur National Wildlife Refuge veranstaltet die Stadt ein Festival mit Musik und Kunst. Seit 1888 werden in Burns im Herbst County Fairs abgehalten, mit einer Mischung aus Volksfest und Gewerbeschau. Seit den 1920er Jahren findet dabei alljährlich eines der größten Rodeos in Oregon statt.

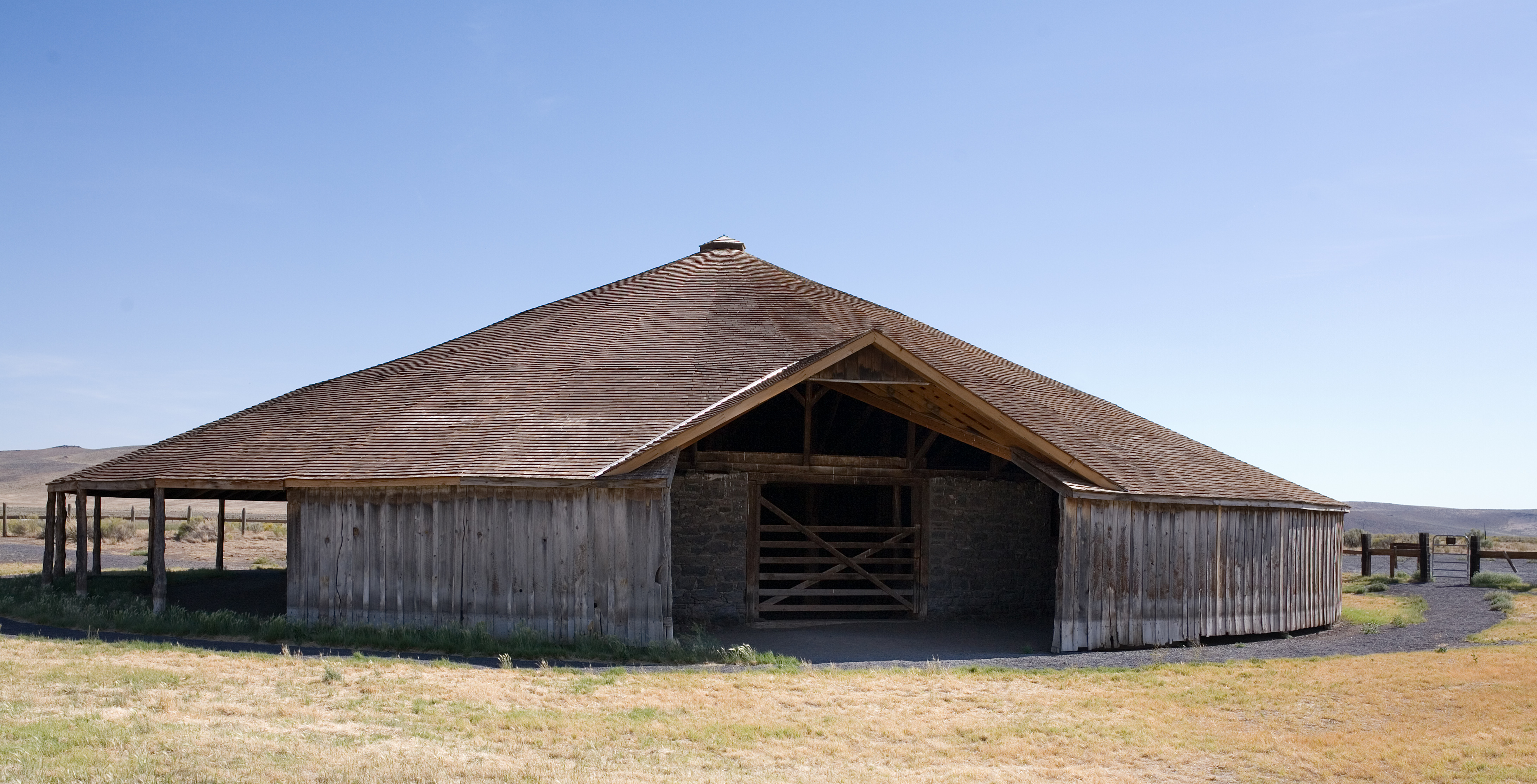
Pete French Round Barn (2013)

Der National Park Service führt für Burns fünf Bauwerke und Stätten im National Register of Historic Places an (Stand 11. Januar 2019), darunter die Pete French Round Barn.

## National Register of Historic Places
| Referenznummer | Name                             | Adresse               | Eintragung am |
| 80003314       | Allison Ranger Station           | NO von Burns          | 12. Sep. 1980 |
| 82001502       | Double-O Ranch Historic District | Double-O County Rd.   | 25. Okt. 1982 |
| 71000679       | Pete French Round Barn           | N von Diamond Station | 10. Sep. 1971 |
| 79002060       | P Ranch                          | S von Burns           | 29. Jan. 1979 |
| 79002061       | Sod House Ranch                  | S von Burns           | 29. Jan. 1979 |